# Common Anti-Air Modular Missile
Common Anti-Air Modular Missile, vanligen förkortat CAMM, är en serie av luftvärnsrobotar som är utvecklade av den europeiska robottillverkaren MBDA.